# ТЕС Неготино
ТЕС Неготино – теплова електростанція на південному сході Північної Македонії.
Первісно на майданчику станції планували звести два однакові енергоблоки, проте у підсумку обмежились лише одним, який став до ладу в 1978-му. Він створений за класичною конденсаційною схемою та має два котли і одну парову турбіну потужністю 210 МВт.
Станція була споруджена з розрахунку на споживання нафти. Через високі ціни на останню починаючи з 1993 року ТЕС діє в середньому лише 300 годин на рік, виконуючи функцію покриття пікових навантажень.
В кінці 2010-х до Неготіно проклали газопровід, що призвело до появи планів переведення станції на блакитне паливо.
Видача продукції відбувається по ЛЕП, розрахованій на роботу під напругою 400 кВ.